# Daïra d'Ouled Ben Abdelkader
La daïra d'Ouled Ben Abdelkader est une daïra d'Algérie située dans la wilaya de Chlef et dont le chef-lieu est la ville éponyme de Ouled Ben Abdelkader.

## Localisation
La daïra d'Ouled Ben Abdelkader est située au Nord-Ouest de la wilaya de Chlef.

## Communes de la daïra
La daïra d'Ouled Ben Abdelkader est composée de deux communes : Ouled Ben Abdelkader et El Hadjadj